# Jocelyn Rae
Jocelyn Rae (født 20. februar 1991) er en kvindelig professionel tennisspiller fra Storbritannien.
Jocelyn Rae højeste rangering på WTA's singlerangliste var som nummer 450, hvilket hun opnåede 12. juli 2010. I double er den bedste placering nummer 209, hvilket blev opnået 9. august 2010.